# Pro Evolution Soccer 2015
Pro Evolution Soccer 2015 (також відома, як PES 2015 та як World Soccer: Winning Eleven 2015 у Японії) — багатоплатформова відеогра жанру футбольного симулятора із серії Pro Evolution Soccer від компанії Konami, є чотирнадцятою в даній серії відеоігор. На обкладинці зображений Маріо Гетце у формі «Баварії» (Мюнхен). На обкладинці японської версії представлений Хонда Кейсуке з «Мілану». Вперше у серії був використаний слоган гри — «Поле — наше» (The Pitch is Ours).

## Сприйняття
| Агрегатор    | Оцінка                              |
| ------------ | ----------------------------------- |
| GameRankings | PC: 71,67% PS4: 83,32% XONE: 76,86% |
| Metacritic   | PC: 82/100 PS4: 82/100 XONE: 78/100 |

| Видання       | Оцінка      |
| ------------- | ----------- |
| Eurogamer     | 9/10        |
| Game Informer | 8,5/10      |
| GamesMaster   | 85%         |
| GameSpot      | 8/10        |
| GamesRadar+   | 4.5/5 зірок |
| IGN           | 9/10        |
| Play          | 88%         |

Pro Evolution Soccer 2015 отримала в основному схвальні відгуки від оглядачів. IGN оцінив гру в 9 балів з 10, зазначивши «PES 2015 скористались своїм досвідом з ери Play Station 2 та дали все те, що можна хотіти від футбольного симулятора». Проте вони розкритикували презентацію гри, вказавши, що вона потребує доопрацювання. Hardcore Gamer дали грі оцінку 4 з 5, підкресливши, що «вперше за кілька років Konami представило достойний футбольний симулятор».